# Терлиг-Хая
Терлиг-Хая (тув. Терлиг-Хая) — село у Кизилському кожууні Республіки Тива (Росія), адміністративний центр та єдиний населений пункт Терлиг-Хаїнського сумону.
Розміщується у східній тайговій частині Уюкського хребта, поряд із селом знаходиться один з дивоглядів Тиви — кам'яна брила «Чалама».

## Населення
| Рік       | 2011 | 2012 | 2013 | 2014 | 2015 |
| --------- | ---- | ---- | ---- | ---- | ---- |
| Населення | 498  | 490  | 507  | 509  | 504  |